# The Strangemen

## Bandgeschichte
Die Band spielte zunächst experimentellen Pop, mit Einflüssen von Rock, Funk und Punk und in deutscher Sprache (Demo 3. Herren). 1986 gingen die drei Musiker nach Berlin und veröffentlichten bei Glitterhouse Records unter dem Namen „The Strangemen“ ihr gleichnamiges Debütalbum. Musikalisch veränderte die Band ihren Stil in Richtung PowerPop, Rock und NeoPunk und sangen von nun an die Songs in englischer Sprache. Das Album verschaffte ihnen Bekanntheit und Akzeptanz im Berliner Raum, und mit der Veröffentlichung ihres zweiten Albums „Take me Away“ auch eine wachsende Fangemeinde in der Independent-Szene in Deutschland.
Nach dem Ausstieg von Schlagzeuger Frank Limberg 1989 wurde Ludger Kleff Schlagzeuger der Band.

## Diskografie
- 1986: The Strangemen
- 1987: Take Me Away
- 1988: Duck And Cover
- 1989: Raw Meat
- 1990: Best Chenc (produziert von Grant Hart)
- 1990: 25 or 6 to 4
- 1991: Over The Ocean